# هب باركر
هب باركر (بالإنجليزية: Hub Barker)‏ هو لاعب كرة قدم أمريكية أمريكي، ولد في 12 نوفمبر 1918 في ويلش في الولايات المتحدة، وتوفي في 6 أبريل 1994.